# 东溪街道 (简阳市)
东溪街道，原为东溪镇，是四川省简阳市下辖的一个镇。位于沱江东岸，与简阳市政府所在地简城镇隔江相望，是简阳市未来重点发展的新城区。面积50平方公里，人口40393人，简阳市的著名旅游景点奎星阁既位于东溪镇。2019年12月，撤镇设街道，将原东溪镇江南社区、大河村、阳公村、松柏村、双河村、尖山村、万古村、石梯村、泉合村和原平泉镇黄岭村、龙溪村、石马村以及射洪坝街道凉水社区、星光社区、元灯社区、东溪社区、园艺社区、新阳村、李八村、奎星村、二合村所属行政区域划归东溪街道管辖，东溪街道办事处驻东溪大道403号附2、3、4号。

## 行政区划
东溪街道下辖21个村，207个社，一个居民委员会。：
大河村、凤凰村、桂林村、尖山村、建政村、泉合村、石梯村、双河村、松柏村、万古村、新胜村、阳公村、易家村和裕民村。